# Величка епархия (Римокатолическа църква)
 Тази статия е за римокатолическата епархия.  За историческата и православната вижте Величка епархия.  
Величката епархия (на латински: Dioecesis Veliciensis) е титулярна епископия на Римокатолическата църква. Епархията е подчинена на Филипийската архиепископия. Епархията е установена като титулярна епископия в 1933 година.
Титулярни епископи
| Име            | Име              | Управление                      | Забележка                | Години                        |
| -------------- | ---------------- | ------------------------------- | ------------------------ | ----------------------------- |
| Йозеф Ото Колб | Joseph Otto Kolb | 10 август 1935 – 26 януари 1943 | в архиепископ на Бамберг | 19 август 1881 – 29 март 1955 |
| Едуард Нечей   | Eduard Nécsey    | 12 март 1943 – 19 юни 1968      |                          | 9 февруари 1892 – 19 юни 1968 |